# Frankrikes herrlandslag i fotboll
Frankrikes herrlandslag i fotboll, franska: Équipe de France de football, populärt kallade Les Bleus (de blå), representerar Frankrike i fotboll på herrsidan och kontrolleras av FFF (Fédération Française de Football). Lagfärgerna är vit, röd och blå.
Frankrike har länge haft en central roll i fotbollen där de på ledarsidan haft några av de största. Jules Rimet skapade fotbolls-VM och fick den första VM-pokalen uppkallad efter sig. I UEFA har fransmännen gjort liknande insatser i skapandet av europacuperna. Det franska landslaget har dock först på senare tid blivit samma giganter som de franska ledarna. 
Frankrike vann VM-brons, och sin första medalj, 1958 i Sverige, men nådde de riktigt stora framgångarna först från 1980-talets mitt och framåt. 1998 blev de världsmästare på hemmaplan och 2000 Europamästare för andra gången. 2006 tog de VM-silver i Tyskland och 2018 nådde de för tredje gången VM-final i Ryssland där de vann sitt andra VM-guld.

## Historia

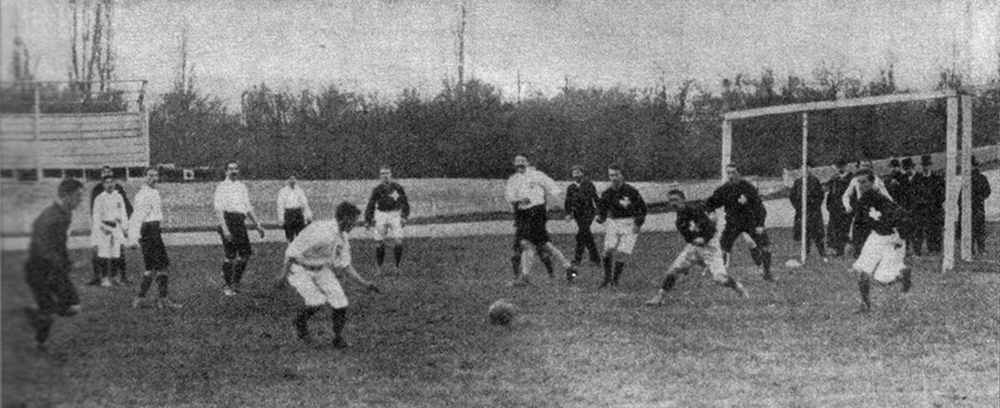
Frankrike-Schweiz (1-0) i Paris. Februari 1905.

### VM-brons 1958
I VM i Sverige 1958 nådde Frankrike semifinal och förlorade med 2–5 mot Brasilien och vann sedan mot Västtyskland med 6–3 i bronsmatchen och vann sin första medalj. Stora profiler i detta lag var Raymond Kopa och Just Fontaine, som vann skytteligan med 13 mål.

### 1980-talets storhetstid
Det franska landslaget kunde under 1960- och 1970-talet aldrig nå den framgång som nåddes 1958. I VM i England 1966 åkte Frankrike ut i gruppspelet. I slutet av 1970-talet började så landslaget vakna till liv på nytt och i VM i Argentina 1978 kunde man ana vad som komma skulle. En ung Michel Platini debuterade i stora mästerskapssammanhang och även om laget inte gick vidare från gruppspelet visade laget upp bra spel. 
I VM 1982 tillhörde Frankrike de främsta och visade upp strålande spel med Platini som den stora stjärnan och regissören på mittfältet. Frankrike nådde semifinal där de i förlängningen tog ledningen med 3–1 mot blivande silvermedaljörerna Västtyskland som senare kvitterade till 3-3 och vann i straffsparksläggningen. Frankrike blev mångas favoriter genom sitt offensiva spel. 
1984 vann Frankrike EM-guld för första gången på hemmaplan. Platini var i sitt livs form och blev hela EM:s skyttekung med nio mål på fem matcher(!). Det fanns dock fler spelare i det franska laget som precis som 1982 hade ett mycket starkt mittfält. I Los Angeles kunde Frankrikes OS-lag ta hem guldet i fotbollsturneringen. 
I VM 1986 förlorade Frankrike igen i semifinalen mot blivande silvermedaljörerna Västtyskland men vann bronsmatchen mot Belgien. Efter 1986 hamnade landslaget i en svacka och kvalade inte in till kommande EM och VM. 1992 var laget på nytt i ett stort slutspel, EM i Sverige där de imponerade stort i kvalet men misslyckades i slutspelet genom att bli utslagna i gruppspelet.

### 1990-talet
Frankrike lyckades inte kvalificera sig till VM i USA 1994 efter förlust med 1–2 hemma mot Bulgarien i den avgörande kvalmatchen. Frankrike var en poäng bakom Bulgarien samt två poäng bakom Sverige. Oavgjort hade räckt för att ta Frankrike till slutspelet. Men 1996 kvalade Frankrike till EM i England där de i gruppen vann första matchen med 1–0 mot Rumänien genom ett mål av nickspecialisten Dugarry. I andra matchen spelade Frankrike 1–1 mot grannen och rivalen Spanien och i sista matchen vann Frankrike med 3–1 mot Bulgarien. I kvartsfinalen slogs Nederländerna ut efter straffsparksläggning men i semifinalen förlorade Frankrike mot Tjeckien efter straffsparksläggning. 

#### Världsmästare på hemmaplan 1998
Frankrike storsatsade inför hemma-VM två år senare där de vid sidan av regerande världsmästarna Brasilien var favoriter, i egenskap av ett starkt lag och hemmaplan. Trots avsaknad av en riktigt het målskytt klarade man sig komfortabelt genom gruppspelet, och ställdes emot Paraguay i åttondelsfinalen.
Lagets största stjärna, Zinedine Zidane, hade blivit utvisad i gruppspelsmatchen emot Saudiarabien, och fick följa åttondelsfinalen från sidan av planen. Ett par minuter in i andra förlängningskvarten frälste försvararen Laurent Blanc värdnationen när han satte VM-historiens första golden goal. I kvartsfinalen möttes regerande silvermedaljörerna Italien som besegrades efter straffsparksläggning. I semifinalen väntade Kroatien som tidigt i andra halvlek genom VM:s skyttekung Davor Šuker tog ledningen med 1–0 men franske backen Lilian Thuram, som aldrig tidigare gjort mål i landslaget, klev fram och både kvitterade till 1-1 och sedan tog ledningen med 2–1. I finalen mot regerande världsmästarna Brasilien i Saint-Denis (Paris) vann Frankrike med 3–0 och därmed sitt första VM-guld någonsin. Stor matchhjälte blev Zinedine Zidane som gjorde Frankrikes två första mål. Båda gjorde han dessutom på nick, en ödets ironi eftersom huvudspelet ansetts vara Zidanes svaga sida. Att backen Marcel Desailly blev utvisad kunde inte hota fransmännens seger. Emmanuel Petit gjorde det tredje målet i slutskedet av matchen. Efterspelet till finalen kom till stor del att handla om Brasiliens storstjärna Ronaldo som var en skugga av sitt vanliga jag i finalen.
Efter VM-titeln efterträddes Aimé Jacquet av Roger Lemerre.

### 2000-talet
VM-guldet 1998 följdes upp av ett EM-guld 2000 där laget var stora favoriter med Zidane som lagets stora stjärna och kreatör. Frankrike hamnade i en tuff grupp med Nederländerna, Tjeckien och Danmark, men tog sig tillsammans med Nederländerna vidare till kvartsfinal. Där väntade i slutspelssammanhang ständigt underpresterande Spanien. Efter seger via ett frisparksmål av Zidane stod Portugal för motståndet i semifinalen. Matchen slutade 1–1 efter ordinarie matchtid, och kom att avgöras när den portugisiske backen Abel Xavier påståtts ha tagit bollen med handen i eget straffområde. Zidane satte den påföljande straffen, och laget var klart för final mot Italien. Italienarna tog ledningen med 1–0, och tycktes gå mot segern. Men på övertid kvitterade Sylvain Wiltord, och i förlängningen dundrade David Trezeguet in segermålet. Frankrike blev då den första regerande världsmästaren som blivit Europamästare.

#### Misslyckande i VM 2002 och EM 2004
Till VM 2002 i Sydkorea och Japan kom Frankrike som regerande världs- och Europamästare, men med ett lag tyngt av skador (Zidane, som bara spelade i matchen mot Danmark) och slitna spelare men var ändå favoriter i gruppen med Danmark, Uruguay och Senegal, men laget underpresterade kraftigt - efter en sensationell 0–1-förlust i VM:s öppningsmatch mot den forna franska kolonin Senegal blev det 0–0 mot Uruguay och förlust med 0–2 mot Danmark. Kritiken var inte nådig efter att de forna världsmästarna tagit ett enda poäng, och misslyckats med att överhuvudtaget göra mål, det sämsta resultatet sedan VM 1966.
Under EM 2004 åkte Frankrike sensationellt ut i kvartsfinalen mot de blivande Europamästarna, Grekland. Frankrike hade inte kommit sämre än semifinal sedan 1992. Under kvalet imponerade de med åtta vinster i rad. I gruppspelet övertygade inte laget spelmässigt, men lyckades ändå vända 0–1-underläge mot England till vinst med 2–1 (efter att Zinedine Zidane i slutminuterna gjort ett frisparksmål och satt en straff). Laget slog sedan Schweiz med 3–1 och fick oavgjort (2–2) mot Kroatien.

#### VM-silver i Zidanes sista VM-turnering 2006
Frankrike hade svårigheter i kvalificeringen men lyckades besegra Irland i Dublin med 1–0, ett resultat som tog laget till VM i Tyskland. Väl i Tyskland fortsatte det stapplande och ineffektiva spelet med oavgjorda resultat mot Schweiz och Sydkorea samt en nödseger mot afrikanska uppstickaren Togo, och få trodde att laget skulle kunna ta sig förbi åttondelsfinalen.
I slutspelet spelade Frankrike dock oerhört disciplinerat och slog i tur och ordning ut Spanien, Brasilien (1–0-seger efter att Thierry Henry förvaltade en frispark från Zidane) och Portugal (1–0-seger efter att Zidane satt en straff). I finalen mot Italien började Frankrike bäst. Zidane satte en straff i början av matchen, men några minuter senare kvitterade Italien när Materazzi nickade in en hörna. Matchen slutade också 1–1 vid full tid, och gick till förlängning. Där satte Frankrike Italien under stor press, men i förlängningens andra halva blev lagkaptenen Zinedine Zidane - i sin sista match i karriären - utvisad sedan han skallat Italiens Marco Materazzi i bröstet då denne förolämpat Zidanes familj. Italien vann finalen efter straffsparksläggning sedan David Trezeguet missat sin straffspark. Efter VM-silvret erbjöds förbundskapten Raymond Domenech ett nytt kontrakt.

#### Misslyckande 2008
Frankrike kvalade in till EM 2008 trots ett något knackigt kvalspel som inkluderade två förluster mot Skottland. I EM hamnade man med Rumänien, Nederländerna, och Italien. Det började sömnigt efter 0–0 mot Rumänien. I nästa match mot Nederländerna blev man utklassade med 1–4. I den sista matchen mot Italien, där seger hade tagit fransmännen till kvartsfinal, förlorade man med 0–2 efter att man fått spela stora delar av matchen med tio man då Abidal blivit utvisad och italienarna tilldömdes straff under samma situation (en straff man sedan satte). Frankrike slutade därmed sist i gruppen med en poäng och 1–6 i målskillnad. Trots kritik fick Raymond Domenech fortsatt förtroende efter EM.

### 2010-talet

#### Misslyckande 2010
2010 års kval till VM placerade Frankrike med Rumänien, Serbien, Litauen, Österrike och Färöarna. Frankrike hade svårt i kvalet och var även mycket nära att inte kvala in. Men man tog bara andraplatsen i gruppen efter Serbien och fick spela playoff mot Irland. Första matchen var bortamatchen och den slutade bra med 1–0 till Frankrike efter Nicolas Anelkas mål. Efter 0–1 hemma blev det förlängning och i förlängningen gjorde William Gallas ett omdiskuterat mål efter att Thierry Henry tagit bollen med handen två gånger innan han passade till Gallas. Men 1–1 blev det och Frankrike kunde gå till Sydafrika. Fifa avslog Irlands ansökan om omspel av matchen. Kritiken var hård mot tränaren Domenech.
Under turneringen mötte man Uruguay, Mexiko och Sydafrika. Frankrike spelade 0–0 mot Uruguay i första matchen trots att Uruguay hade en man utvisad. I andra matchen mot Mexiko spelade Frankrike dåligt och förlorade med 0–2. I avslutande matchen mot Sydafrika spelade Frankrike åter dåligt och förlorade med 1–2, vilket gjorde att laget var utslaget ur VM. Laget skakades under turneringen av konflikter, bland annat skickade Nicolas Anelka hem efter att smädat tränaren Raymond Domenech, backen Patrice Evra hamnade i bråk med lagets massör och hela truppen strejkade från en dags träning. 
Efter VM avgick Domenech och Laurent Blanc tog över som tränare. I sin första landslagstrupp, till en träningsmatch, valde han att peta samtliga spelare från VM-truppen på grund av deras uppträdande och konflikterna under VM.

#### VM 2014
I VM 2014 vann Frankrike gruppspelet. I kvartsfinalen förlorade Frankrike mot de blivande världsmästarna Tyskland.

#### EM- och VM-final 2016 och 2018
2016 vann Frankrike EM-silver på hemmaplan efter finalförlust mot Portugal med 0–1. Frankrike gjorde totalt 13 mål i turneringen och släppte bara in 5 mål. Fransmannen Antoine Griezmann var mästerskapets bästa målskytt med sina 6 fullträffar. Frankrike spelade under mästerskapet mot Rumänien,  Albanien, Schweiz, Irland, Island, Tyskland och Portugal. De vann alla matcher utom finalen mot Portugal och i gruppspelsmatchen mot Schweiz där de spelade 0-0.
I VM 2018 i Ryssland nådde Frankrike sin tredje VM-final där de vann med 4–2 mot Kroatien efter tidigare segrar bl.a. mot Argentina (4–3), Uruguay (2-0) och Belgien (1–0).

### 2020-talet
Vid Europamästerskapet 2020, som spelades i juni–juli 2021 efter att ha skjutits fram ett år i tiden på grund av Coronapandemin, förlorade Frankrike mot Schweiz med 4–5 efter straffsparksläggning vid åttondelsfinalen i Bukarest. Den 10 oktober 2021 tog Frankrike revansch, och blev Nations League-mästare genom att besegra Spanien med 2–1 i finalen på San Siro i Milano. I världsmästerskapet 2022 i Qatar förlorade Frankrike mot Argentina i finalen med 2–4 efter straffsparksläggning och fick silvermedaljen.

## Spelare

### Nuvarande trupp
Följande spelare var uttagna till VM 2022.
Landskamper och mål är korrekta per den 22 november efter matchen mot Australien
| Nr | Pos. | Namn                | Födelsedatum (ålder) | Matcher | Mål |           | Klubb                    |
| -- | ---- | ------------------- | -------------------- | ------- | --- | --------- | ------------------------ |
| 1  | MV   | Hugo Lloris         | 26 december 1986     | 140     | 0   | England   | Tottenham Hotspur        |
| 16 | MV   | Steve Mandanda      | 28 mars 1985         | 34      | 0   | Frankrike | Rennes                   |
| 23 | MV   | Alphonse Areola     | 27 februari 1993     | 5       | 0   | England   | West Ham United          |
|    |      |                     |                      |         |     |           |                          |
| 2  | F    | Benjamin Pavard     | 28 mars 1996         | 47      | 2   | Tyskland  | Bayern München           |
| 3  | F    | Axel Disasi         | 11 mars 1998         | 0       | 0   | Frankrike | Monaco                   |
| 4  | F    | Raphaël Varane      | 25 april 1993        | 87      | 5   | England   | Manchester United        |
| 5  | F    | Jules Koundé        | 12 november 1998     | 13      | 0   | Spanien   | Barcelona                |
| 17 | F    | William Saliba      | 24 mars 2001         | 7       | 0   | England   | Arsenal                  |
| 18 | F    | Dayot Upamecano     | 27 oktober 1998      | 8       | 1   | Tyskland  | Bayern München           |
| 21 | F    | Lucas Hernandez     | 14 februari 1996     | 33      | 0   | Tyskland  | Bayern München           |
| 22 | F    | Theo Hernandez      | 6 oktober 1997       | 8       | 1   | Italien   | Milan                    |
| 24 | F    | Ibrahima Konaté     | 25 maj 1999          | 3       | 0   | England   | Liverpool                |
|    |      |                     |                      |         |     |           |                          |
| 6  | MF   | Matteo Guendouzi    | 14 april 1999        | 6       | 1   | Frankrike | Marseille                |
| 8  | MF   | Aurélien Tchouaméni | 27 januari 2000      | 15      | 1   | Spanien   | Real Madrid              |
| 13 | MF   | Youssouf Fofana     | 10 januari 1999      | 3       | 0   | Frankrike | Monaco                   |
| 14 | MF   | Adrien Rabiot       | 3 april 1995         | 30      | 3   | Italien   | Juventus                 |
| 15 | MF   | Jordan Veretout     | 1 mars 1993          | 5       | 0   | Frankrike | Marseille                |
| 25 | MF   | Eduardo Camavinga   | 10 november 2002     | 4       | 1   | Spanien   | Real Madrid              |
|    |      |                     |                      |         |     |           |                          |
| 7  | A    | Antoine Griezmann   | 21 mars 1991         | 111     | 42  | Spanien   | Atlético Madrid          |
| 9  | A    | Olivier Giroud      | 30 september 1986    | 115     | 51  | Italien   | Milan                    |
| 10 | A    | Kylian Mbappé       | 20 december 1998     | 60      | 29  | Frankrike | Paris Saint-Germain      |
| 11 | A    | Ousmane Dembélé     | 15 maj 1997          | 29      | 4   | Spanien   | Barcelona                |
| 12 | A    | Randal Kolo Muani   | 5 december 1998      | 2       | 0   | Tyskland  | Eintracht Frankfurt      |
| 20 | A    | Kingsley Coman      | 13 juni 1996         | 41      | 5   | Tyskland  | Bayern München           |
| 26 | A    | Marcus Thuram       | 6 augusti 1997       | 5       | 0   | Tyskland  | Borussia Mönchengladbach |

### Nyligen inkallade
Följande spelare har varit uttagna i det franska landslaget de senaste 12 månaderna.